# Pec (berg)
Pec är ett berg i Tjeckien.   Det ligger i regionen Olomouc, i den östra delen av landet, 200 km öster om huvudstaden Prag. Toppen på Pec är 1 311 meter över havet. Pec ingår i Hrubý Jeseník.
Terrängen runt Pec är huvudsakligen kuperad.Runt Pec är det ganska tätbefolkat, med 149 invånare per kvadratkilometer. Närmaste större samhälle är Šumperk, 16,4 km väster om Pec. I omgivningarna runt Pec växer i huvudsak blandskog.